# Katia Bengana
Katia Bengana (1977, Meftah – 1994, Meftah, Algeria) a fost o tânără algeriană care s-a împotrivit integriștilor islamici; aceștia, deși nu erau încă la putere, organizau ilegal miliții religioase care impuneau fetelor și femeilor să poarte hidjabul (vălul islamic). Ei urmăreau, de altfel, răsturnarea regimului algerian și instaurarea Republicii Islamice. Pentru a-și atinge acest scop, ei foloseau terorizarea populației civile și hărțuirea autorităților statului algerian.

## Desfășurarea asasinatului

### Amenințări cu moartea
Katia Bengana de 17 ani, era, conform relatărilor, o fată frumoasă, inteligentă și rebelă.
             
În ciuda amenințărilor (care mergeau până la amenințarea cu moartea) și a agresiunilor care aveau loc peste tot (în unele locuri, fanaticii religioși au aruncat cu acid asupra femeilor cu picioarele sau brațele dezgolite), ea a refuzat să poarte hidjabul.
                                                        
Ceea ce i-a determinat pe integriștii islamici să treacă la măsura extremă a fost faptul că, nu numai că refuza să-și acopere corpul în totalitate, inclusiv fața, dar și își afișa limpede părerile față de colegii ei, dintre care unii, câștigați de cauza islamică, îi aplicau imediat eticheta de moutabarridja (termen coranic suprasolicitat ideologic semnificând destrăbălată)  
Integriștii au trecut de la îndemnuri la amenințări. Au început să o acosteze pe stradă, în fața magazinelor, sfătuind-o să-și pună voalul … dacă voia să rămână în viață.
                                                            
Katia Bengana a continuat să îi înfrunte, în timp ce părinții săi trăiau într-o spaimă continuă.                

### Asasinatul în plină stradă
În data de 28 februarie 1994, Katia Bengana ieșea din liceul unde studia și se îndrepta cu teamă către casă, însoțită de o colegă. La câteva sute de metri de liceu, un tânăr fanatizat a apărut brusc de după un colț, cu o pușcă cu țeava tăiată (mahchoucha) și i-a făcut semn colegei Katiei să se îndepărteze. Aceasta, înspăimântată, o ia la fugă și Katia se trezește singură față în față cu asasinul necunoscut.
 Liceanca nu a avut timp să realizeze semnificația a ceea ce se întâmpla. Asasinul fanatizat a avut tot timpul să își îndrepte pușca spre adolescentă și să-și golească arma în trupul ei fără văl. 

## Instalarea terorii după asasinat
Asasinarea Katiei Bengana nu a fost un gest individual și întâmplător. Uciderea fetei de liceu trebuia să servească de exemplu, să fie un avertisment la adresa tuturor femeilor algeriene, să le facă să conștientizeze soarta care le aștepta pe cele care refuzau să se supună integrismului islamic.
                                                                                                                                                           Vor exista și alte victime, printre care studenta în drept Amel Zenoun, în 27 ianuarie 1997, ucisă de un grup armat din Sidi Moussa, Algeria.                                                                                                                                                            

### Ani mai târziu
Tragedia Katiei Bengana a fost catalogată de presa integristă islamică ca o “dramă pasională”, sfidând zbaterile tatălui eroinei algeriene de a lua cuvântul în contextul pandemoniului ideologico-mediatic din Algeria.